# Eugongbusaurus

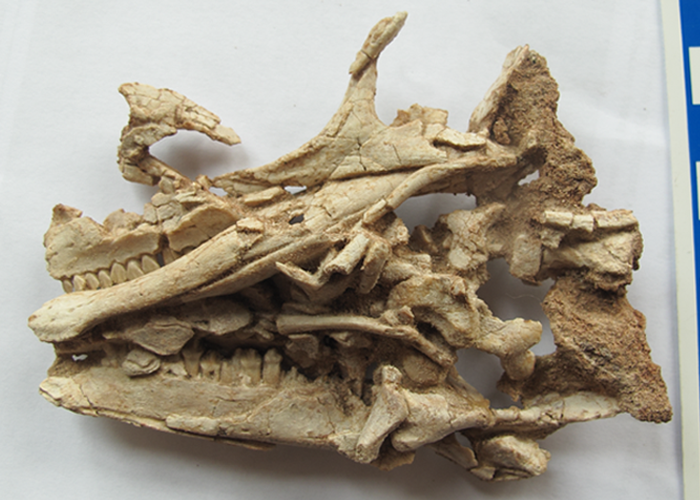
Fosilie lebky rodu Eugongbusaurus.

Eugongbusaurus je neformální vědecké rodové jméno dinosaura, žijícího v období svrchní jury (asi před 160 až 155 miliony let) na území dnešní západní Číny (provincie Sin-ťiang, souvrství Š'-šu-kou). Zkameněliny tohoto menšího ptakopánvého dinosaura naznačují, že šlo možná o hypsilofodontida nebo vývojově primitivnějšího ornitopoda. V současnosti se však jedná pouze o nomen nudum.

## Historie
Druh E. wucaiwanensis byl popsán v roce 1989 čínským paleontologem Tung Č’-mingem (Dǒng Zhimíng) na základě zkamenělých koster dvou jedinců. Holotyp a typový exemplář nese označení IVPP 8302 a je složen z částečně zachované spodní čelisti, tří ocasních obratlů a části přední končetiny. Druhý exemplář s označením IVPP 8303 je složen ze dvou křížových obratlů a dvou kompletních kosterních pozůstatků zadních končetin. Fragmentární fosílie ukázaly, že tito dinosauři dosahovali délky asi 1,3 až 1,5 metru a běhali rychle po dvou silných zadních končetinách. Otázkou však zůstává, zda tento nově vytvořený taxon je oprávněný – zkameněliny mohou také patřit již dříve popsanému rodu hypsilofodontida Gongbusaurus.